# Nikołaj Kaszin
Nikołaj Iwanowicz Kaszin (ros. Николай Иванович Кашин, ur. 1825, zm. 1872) – rosyjski lekarz. 
Studiował w Moskwie od 1846 do 1851, po czym praktykował jako lekarz wojskowy na Syberii. W 1861 roku otrzymał tytuł doktora medycyny na podstawie dysertacji poświęconej torbielom bąblowcowym. Od 1864 w Jakucku jako inspektor medyczny. W 1859 opisał chorobę, znaną dziś jako choroba Kaszina-Beka.